# ۳۳۲ (قمری)
۳۳۲ (قمری)، سیصد و سی و دومین سال در گاهشماری هجری قمری است. اول محرم این سال برابر با نهم سپتامبر سال ۹۴۳ میلادی است.